# Lizardo Montero
Lizardo Montero Flores (Ayabaca, 27 maggio 1832 – Lima, 5 febbraio 1905) è stato un politico peruviano.
È stato Presidente del Perù dal 15 gennaio 1881 al 28 ottobre 1883.